# 万代嘉平治
万代 嘉平治（萬代、まんだい かへいじ、1872年6月27日（明治5年5月22日）- 1917年（大正6年）3月9日）は、明治から大正前期の園芸家、政治家。衆議院議員（1期）、岡山県赤磐郡石生村長。

## 経歴
岡山県磐梨郡原村（石生村、赤磐郡石生村を経て現和気郡和気町）で生れた。同志社（現同志社大学）を卒業した。
1901年（明治34年）石生村長に就任し1914年（大正3年）まで在任。この間、難航していた同村田原上・下耕地整理事業を推進した。その他、赤磐郡会議員（1900年-1904年、1911年-1913年）、岡山県会議員（1899年-1917年）を務め、郡会議長、岡山県参事会員にも在任した。立憲国民党に所属し第一次護憲運動を推進し、和気橋の架橋に尽力した。
1915年（大正4年）3月、第12回衆議院議員総選挙（岡山県郡部、立憲国民党）で当選したが、履歴の些少の誤記を政権与党に摘発され、1916年（大正5年）9月13日、公文書偽造行使及公文書毀棄教唆被告事件が大審院で裁判確定し、衆議院議員を退職した。これにより勲七等を褫奪された。
また、果樹園芸業を営み、山陽青果取締役社長、岡山県果物同業組合組長、赤磐郡産業組合長などを務める。岡山県から派遣され、1905年（明治38年）利源調査員として満洲や朝鮮に、1910年（明治43年）青果販路調査員としてロシア帝国領アジアに、1914年（大正3年）果樹園芸視察員として清国に、通算3度の視察を行った。